# Нибил
Нибил (њем. Niebüll) град је у њемачкој савезној држави Шлезвиг-Холштајн. Једно је од 132 општинска средишта округа Нордфризланд. Према процјени из 2010. у граду је живјело 9.257 становника. Посједује регионалну шифру (AGS) 1054088, NUTS (DEF07) и LOCODE (DE NIL) код.

## Географски и демографски подаци
Нибил се налази у савезној држави Шлезвиг-Холштајн у округу Нордфризланд. Град се налази на надморској висини од 3 метра. Површина општине износи 30,6 km². У самом граду је, према процјени из 2010. године, живјело 9.257 становника. Просјечна густина становништва износи 302 становника/km².

## Међународна сарадња
| Мјесто   | Држава               | Врста сарадње | Од    |
| -------- | -------------------- | ------------- | ----- |
|          | Пољска               | пријатељство  | 1991. |
| Мамсбери | Уједињено Краљевство | партнерство   | 1976. |
| Извор    |                      |               |       |